# De Blauwe Lotus
De Blauwe Lotus (oorspronkelijke Franstalige titel: Les Aventures de Tintin, reporter, en Extrême-Orient en later Le Lotus bleu) is het vijfde verhaal uit de stripreeks Kuifje (Les Aventures de Tintin) van de Belgische tekenaar Hergé (pseudoniem van Georges Prosper Remi Remi, 1907–1983). De eerste Nederlandstalige albumuitgave kwam uit in 1947.
Het kwam uit als het volgende Kuifje-verhaal na De sigaren van de farao (1934), waar het een rechtstreeks vervolg op is. Het begin van het verhaal speelt zich af in Brits-Indië (waar De sigaren van de farao eindigde), de rest vooral in China (met een kort stukje op de Indische Oceaan).

## Bekende personages die geïntroduceerd worden
Van de in dit verhaal geïntroduceerde personages keren Tchang (Kuifje in Tibet) en J.M. Dawson (Cokes in voorraad) in levenden lijve terug in enkele latere Kuifje-verhalen. W.R. Gibbons zou mogelijk zijn teruggekeerd in het onvoltooid gebleven verhaal Kuifje en de Alfa-kunst. Roberto Rastapopoulos, die ook al in het vorige verhaal meedeed, zou terugkeren in Cokes in voorraad en Vlucht 714. Wang Jen-Ghie is alleen maar te zien in dit verhaal, maar zijn naam wordt opnieuw genoemd in Kuifje in Tibet (1960).

## Het verhaal

Een Chinese draak, zoals uitgebeeld op de kaft van het stripalbum

Kuifje is na zijn vorige avontuur in Brits-Indië nog steeds te gast bij de maharadja van Rawajpoetalah. Een fakir leest Kuifjes hand en ziet drie mannen voor wie Kuifje moet oppassen, onder wie de fakir die inmiddels uit zijn gevangenschap is ontsnapt. Kuifje wordt even later benaderd door een Chinese bode. Voordat deze man zijn verhaal kan doen, wordt hij echter vanuit het achtergelegen bos vergiftigd met het Kuifje inmiddels bekende gekmakende vergif radjaïdjah. De dader is gevlucht, vermoedelijk is het de ontsnapte fakir. Voordat hij gek wordt, kan de bode nog iets uitbrengen over een zekere Mitsuhirato, een Japanse zakenman in Shanghai.
Kuifje gaat op onderzoek uit in Shanghai. Daar heeft hij een aanvaring met de racistische Amerikaanse zakenman Gibbons, die een riksjaloper aftuigt. Gibbons blijkt te zijn bevriend met J.M. Dawson, de corrupte politiechef van de Internationale Concessie van Shanghai. Kuifje zoekt Mitsuhirato op, die verklaart dat hij Kuifje via de Chinese bode heeft proberen te waarschuwen dat de maharadja in gevaar is. Een deel van de organisatie van opiumhandelaren is namelijk nog steeds actief. Mitsuhirato verzoekt Kuifje om zo snel mogelijk terug te gaan naar Indië.
Kort daarna redt een onbekende Chinese jongeman Kuifje van een dodelijke aanslag. Diezelfde avond wordt een kop thee met daarin een bedwelmend middel in Kuifjes hand door dezelfde persoon stukgeschoten, net voordat Kuifje ervan kan drinken. Later wordt er voor Kuifje een ontmoeting geregeld met deze jongeman, maar dan blijkt deze inmiddels ook met radjaïdjah vergiftigd.
Kuifje besluit, na het krijgen van een briefje zonder afzender waarin hij wordt teruggeroepen naar Indië, inderdaad terug te gaan naar de maharadja. Mitsuhirato komt op de kade afscheid van hem nemen. Kuifje wordt echter aan boord van het schip door onbekenden met chloroform ontvoerd. Hij ontwaakt in het hoofdkwartier van de Zonen van de Draak, een klein Chinees geheim genootschap dat de opiumhandel bestrijdt. De leider is Wang Jen-Ghie. Diens zoon Didi blijkt degene te zijn die de aanslagen tegen Kuifje heeft verijdeld. Doordat Didi nu zelf is vergiftigd door de radjaïdjah, wil hij voortdurend mensen onthoofden (onder het mom van "de weg vinden, zoals Lao Tse zei"). Alleen zijn vader kan hem enigszins in bedwang houden. Wang vertelt ook dat Mitsuhirato in werkelijkheid een Japanse spion is en tevens een van de grootste opiumsmokkelaars die in China actief is. Mitsuhirato had al eerder door dat Kuifje eropuit was gestuurd om hem in de gaten te houden. Om Kuifje te misleiden had hij zich tijdens hun onderhoud als vriend voorgedaan en gelogen over de toedracht van de Chinese bode, die in werkelijkheid was gestuurd door de Zonen van de Draak. Het zogenaamd van de maharadjah afkomstige briefje waarin Kuifje werd teruggeroepen, was in werkelijkheid door Mitsuhirato geschreven.
Kuifje gaat naar Mitsuhirato's opiumkit, De Blauwe Lotus, en volgt van daaruit de spion. Even later ziet Kuifje dat Mitsuhirato samen met enkele handlangers een stuk spoorlijn opblaast, om vervolgens tegenover de Internationale Concessie de Chinezen hiervan de schuld te geven. De vermeende terroristische aanslag wordt door de Japanse regering aangegrepen om een inval in China te rechtvaardigen. Kuifje wordt door Mitsuhirato en diens handlangers betrapt, gevangengenomen en met radjaïdjah geïnjecteerd. Mitsuhirato weet niet dat iemand van de Zonen van de Draak het gif heeft vervangen. Als hij later ontdekt dat hij voor het lapje is gehouden, probeert hij Kuifje op straat van het leven te beroven. Dit mislukt doordat er ook met Mitshurato's dolk en pistool is geknoeid. Kuifje slaat Mitsuhirato tegen de grond, waarop Mitsuhirato wegens poging tot moord aangifte doet bij de Japanse autoriteiten. Er wordt een prijs op Kuifjes hoofd gezet. Terwijl Gibbons onderweg is naar Shanghai, ziet hij Kuifje toevallig lopen en geeft hem aan bij de Japanners. Kuifje weet zich echter met succes te verbergen.
Kuifje besluit nu terug te gaan naar de Internationale Concessie, in de hoop daar ergens een tegengif voor Didi te vinden. Dawson blijkt hier echter inmiddels bevel te hebben gegeven tot Kuifjes arrestatie. Kuifje verschuilt zich nu in een bioscoop. Het bioscoopjournaal gaat onder meer over professor Fan Se-Yeng, een expert op het terrein van krankzinnigheid. Kuifje gaat naar de woning van deze man, maar Fan Se-Yeng is tegen twaalven nog niet thuis. Kuifje zoekt nu een bekende van hemzelf op, Rastapopoulos, die verklaart dat hij de professor vlak voor zijn huis had afgezet. Op de plaats waar de auto stond, ontdekt Kuifje een visitekaartje van Gibbons. Kuifje zoekt Gibbons op, die verklaart de professor inderdaad kort geleden gesproken te hebben. Even later belt Gibbons Dawson op. Kuifje wordt gearresteerd en uitgeleverd aan de Japanners, die hem ter dood veroordelen, vanwege de vermeende moordaanslag op Mitsuhirato en omdat hij in de Japanse kazerne de militairen enige tijd heeft misleid door zich voor te doen als generaal Haranochi. 
Mitsuhirato bezoekt Kuifje in zijn cel en biedt hem een hoog bedrag en zijn vrijheid aan als hij voor Japan wil gaan spioneren en wil zeggen waar het gestolen gif is, maar Kuifje weigert dit alles. De Zonen van de Draak bevrijden Kuifje de volgende dag nog net op tijd voor hij onthoofd zou worden. Ze smokkelen hem in een gestolen pantserwagen Shanghai uit. In een brief van de gegijzelde professor Fan blijkt dat die gevangen zit in Hu-k'ou, een stad aan de Jangtsekiang. Kuifje reist hier per trein naartoe, maar de reis wordt halverwege afgebroken omdat de rivier buiten haar oevers is getreden. Kuifje redt een jongen genaamd Tchang van de verdrinkingsdood. De twee raken bevriend en besluiten samen verder te reizen. 
Mitsuhirato en Dawson (die schulden heeft uitstaan bij de Japanner) sluiten opnieuw een overeenkomst: Dawson zal – met een verzonnen aanklacht – aan de Chinese veiligheidsdienst toestemming vragen om Kuifje op Chinees grondgebied te mogen arresteren. Dawson stuurt van zijn kant de detectives Jansen en Janssen achter Kuifje aan. Tchang steelt de machtiging van de twee detectives op het moment dat ze Kuifje oppakken en vervangt dit document door een papiertje met onzin erop. Zodoende worden Jansen en Janssen op het politiebureau niet serieus genomen en mag Kuifje vrijuit gaan. Later proberen de twee detectives Kuifje opnieuw te arresteren in een treinstation, maar ook dat mislukt, waarbij de detectives gewond raken en in het ziekenhuis belanden. Mitsuhirato geeft nu een als fotograaf vermomde huurmoordenaar opdracht Kuifje dood te schieten. Kuifje raakt gewond aan een schouder, maar hij weet met Tchang de man te overmeesteren. Kuifje verblijft een week bij Wang Jen-Ghie om te herstellen.
Professor Fan blijkt niet in de stad aanwezig: hij is ontvoerd op last van Mitsuhirato. De brief was bedoeld als dwaalspoor. Intussen zijn Wang, zijn vrouw en hun zoon ontvoerd door Mitsuhirato en diens handlangers. Door zich in een olievat te verbergen, weet Kuifje te infiltreren bij de bende van de Blauwe Lotus. Het blijkt echter een valstrik en Kuifje wordt gevangengenomen door Mitsuhirato en diens handlangers. Didi krijgt van de bandieten de opdracht om zijn eigen ouders en Kuifje te onthoofden. Ook de Grote Meester die de opiumsmokkel leidt is in de kelder aanwezig; het blijkt Rastapopoulos te zijn. Hij was ook de onbekende bendeleider uit Kuifjes vorige avontuur, blijkens een teken van Kih-Oshk op zijn arm. Als Kuifje en meneer en mevrouw Wang op het punt staan onthoofd te worden, komen Tchang en de Zonen van de Draak opeens gewapend uit andere olievaten tevoorschijn; Kuifje en Tchang hadden de hele valstrik al van tevoren voorzien. Alle leden van de Blauwe Lotus-bende worden nu ter plekke overmeesterd en professor Fan wordt ook heelhuids teruggevonden. 
In De Blauwe Lotus blijkt zich een zendstation te bevinden waarmee de bende contact houdt met andere delen van de wereld. Uit documenten blijkt dat Mitsuhirato de treinaanslag in scène heeft gezet. Japan ontkent en treedt uit protest uit de Volkenbond. Mitsuhirato pleegt seppuku in zijn cel. Uiteindelijk wordt Didi dankzij professor Fan genezen. 
Tchang wordt nu door meneer Wang als zijn zoon geadopteerd. Jansen en Janssen zijn inmiddels tot het inzicht gekomen dat het niet correct was de bevelen van Dawson op te volgen. Kuifje neemt afscheid van zijn Chinese vrienden en gaat per boot terug naar Europa.

## Totstandkoming van het verhaal
De Blauwe Lotus was het eerste Kuifje-verhaal waarvoor Hergé zich grondig documenteerde. Dat deed hij op advies van pater Léon Gosset, die hem in contact bracht met Lou Tseng-Tsiang (1871–1949), Tchang Chong-jen (1907–1998), Tchiao Tcheng-tchi, een kenner van het Chinese theater, en zijn verloofde Lin, afkomstig uit Shanghai. Ter voorbereiding kocht Hergé onder andere het fotoboek Von China und Chinesen van Heinz von Perckhammer uit 1931 met 63 foto's uit voornamelijk Peking.
Het was vooral Tchang Chong-jen die erg betrokken raakte bij de totstandkoming van de strip. Elke zondagmiddag, voor meer dan een jaar, kwam Tchang bij Hergé thuis om de Chinese kleding en de achtergronden van de in die week gemaakte tekeningen te controleren op juistheid. Tchang leerde Hergé om soepeler en minder hoekig te tekenen en hij was het die de Chinese geschriften kalligrafeerde. Ook wijdde hij hem in de Chinese filosofie in. Tchang vertelde na het overlijden van Hergé dat deze hem had voorgesteld om het verhaal samen te signeren. Tchang zou geweigerd hebben, maar zeker is dat hij wel het laatste deel van zijn naam op een van de tekeningen kalligrafeerde. Als dankbetuiging gaf Hergé aan een van personages in het verhaal de naam Tchang. De stripfiguur Tchang ontstond omdat Hergé en Tchang Chong-Jen van mening waren dat Kuifje in het verhaal een metgezel nodig had. In eerste instantie dachten ze aan een oudere man, maar vanwege het avontuurlijke karakter van het scenario zagen ze daar vanaf. Om eventuele complicaties over een liefdesrelatie te voorkomen, vonden ze de aanwezigheid van een jonge vrouw naast Kuifje eveneens ongewenst. Daarop werd gekozen voor een jongeman.

### Titel en cover
Hergé bedacht een nieuwe titel voor de eerste uitgave van het album. Zijn voorkeur en die van Charles Lesne van zijn uitgeverij Casterman gingen uit naar een met een geheimzinnige en tegelijkertijd exotische uitstraling. Hergé kwam op de proppen met die van De Blauwe Lotus. "Het is kort, doet Chinees en geheimzinnig aan", aldus Hergé. Zijn biograaf Pierre Assouline schrijft dat de titel misschien geïnspireerd is op het werk van Victor Segalen, waarin Hergé geïnteresseerd was. Segalen heeft het in een van zijn boeken over een geheim Chinees bondgenootschap, genaamd de Blauwe Lotus. De biografen van Tchang Chong-Jen, Jean-Michel Coblence & Tchang Yifei (een dochter), sluiten die mogelijkheid niet uit, maar denken eerder dat Hergé de film Shanghai Express van Josef von Sternberg uit 1932 gezien heeft, die een jaar later in Europa in de bioscopen draaide. Daarin komt een telegram in beeld, met de tekst Blue Lotus lost must have red blossoms midnight. (Blauwe Lotus verloren, moet rode bloesems hebben bij middernacht.)
Volgens Coblence en Tchang is de tekening op de voorkant van het album geïnspireerd door een cover van het tijdschrift A-Z. Daarop zijn de contouren van een rode draak zichtbaar, met daaronder een afbeelding van de actrice Anna May Wong, die een rol heeft in de film Shanghai Express.

## Publicaties
Het verhaal werd voor het eerst gepubliceerd van 9 augustus 1934 tot en met 17 oktober 1935 in Le Petit Vingtième, de wekelijkse jeugdbijlage van het Franstalige en Belgische dagblad Le Vingtième Siècle. Het verscheen onder de titel De avonturen van Kuifje, reporter in het Verre Oosten, in het Frans: Les aventures de Tintin, reporter en Extrême-Orient.
De originele versie in zwart-wit verscheen in 1936 in het Frans. De vernieuwde, ingekleurde uitgave verscheen in 1946 in dezelfde taal.
De kleurenversie verscheen in 1947 in het Nederlands. Een nieuwe vertaling volgde in 1974. Sinds de herdruk in 1982 is de tekening op de kaft van het boek aangepast. De rechterachterpoot van de draak (boven het hoofd van Kuifje) heeft nu vier klauwen in plaats van vijf. De originele zwart-witversie werd in 1990 uitgebracht in een Nederlandse vertaling. In 2025 verscheen ook de ingekleurde versie van het origineel in een Nederlandse vertaling.
Het album telt sinds 1946 62 pagina's; voor de eerste kleurenversie van 1946 diende het album om papier uit te sparen ingekort te worden. Alle kleurenalbums moesten van uitgeverij Casterman een gelijke lengte krijgen van 62 pagina's. Aangezien ook de andere albums in kleur werden omgezet, trok Hergé personeel aan om hem te helpen. Zijn belangrijkste helper daarbij was Edgar P. Jacobs. Het blauw van de Chinese kledij van Kuifje en het groen van het overhemd van Tchang zijn van hem afkomstig. Volgens Hergé deed Jacobs zijn uiterste best om de rode lak van de Chinese zuilen zo goed mogelijk na te kleuren. Hiervoor gebruikte hij een vleugje vermiljoen en een snuifje oker. Bij het drukken kwam echter een ander kleur rood tevoorschijn.
De vijf buitentekstplaten verdwenen in de editie van 1946. Daarvoor in de plaats kwamen overzichtstekeningen van een straat in Shanghai (p. 6), een pascontrole bij een fictieve stadspoort (p. 26), Jansen en Janssen die achtervolgd worden door een stoet lachende Chinezen (p. 45) en die van de opiumkit De Blauwe Lotus, waarbij Kuifje zijn hoofd door het gordijn steekt (p. 59). De Chinese karakters werden opnieuw ingetekend, deze keer niet door Tchang Chong-Jen.
In de originele albumuitgave uit 1935 wordt Tchang alleen opgevoerd onder zijn familienaam Tchang en in 1946 bij de eerste kleurenuitgave onder zijn volledige naam Tchang Tchong-Jen.
De illegale Chinese zwart-wit uitgave in de Volksrepubliek China van 1 december 1984 verscheen in twee delen met elk 190 pagina's. Het eerste bevat op de kaft een ingekleurde afbeelding van een wegfietsende Kuifje die achteromkijkt, een plaat uit het album. Het andere heeft op de voorkant de ingekleurde afbeelding met de draak en Kuifje en Bobbie in een Chinese vaas. In Japan wordt dit album sinds 1993 uitgegeven.

### Tekenstijl
In tegenstelling tot de meeste andere vroege Kuifjeverhalen, zijn voor de kleurenversie van De Blauwe Lotus alleen de eerste vier pagina's van het album in hun geheel hertekend. Hierdoor heeft Kuifje gedurende de hele rest van het verhaal een rond, in plaats van het uit de meeste andere verhalen bekende eivormige hoofd.

## Thematiek
Centraal in het verhaal staat de opiumhandel, die destijds inderdaad een belangrijke rol speelde in China.
In De Blauwe Lotus doet Hergé voor het eerst een serieuze poging een politieke situatie te beschrijven. De door Mitsuhirato en zijn handlangers gepleegde aanslag op de spoorlijn Shanghai-Nanjing is een duidelijke verwijzing naar het waar gebeurde Mantsjoerije-incident van 18 september 1931. Japanse troepen beschadigden die dag met explosieven een spoorlijn in Mantsjoerije en legden de schuld bij de Chinezen, dat de Japanners als voorwendsel gebruikten voor een invasie in China. In De Blauwe Lotus wordt de aanslag op de spoorlijn Shanghai-Nanjing als excuus gebruikt voor het sturen van Japanse gevechtstroepen naar China. Ook het uittreden van Japan uit de Volkenbond wordt weergegeven en er is terloops een verwijzing naar de Bokseropstand.
Een ander belangrijk thema is racisme. De Amerikaanse zakenman W.R. Gibbons legt een grote minachting aan de dag jegens de Chinese bevolking en maakt racistische opmerkingen over mensen met een gele huidskleur, om tegelijkertijd hoog op te geven over de standaard van de westerse beschaving. Ook mishandelt hij een Chinese bediende. Kuifje wijst Gibbons terecht en stopt de mishandeling.

### Anti-Japanse sfeer
Tchang Chong-Jen verwerkte in de Chinese opschriften enkele anti-Japanse slogans. Dit lokte heftige kritiek uit van de kant van Japan, dat zich beklaagde bij het Belgische ministerie van Buitenlandse Zaken. In China daarentegen was Song Meiling, de echtgenote van de toenmalige machthebber Chiang Kai-shek, dusdanig verheugd met het album dat zij Hergé in december 1939 op haar kosten uitnodigde voor een bezoek aan haar land.
Vrijwel alle Japanners die in het verhaal voorkomen, worden door Hergé op stereotiepe wijze als slechteriken voorgesteld. De belangrijkste Japanner en tevens een van de grootste antagonisten in het verhaal, Mitsuhirato, wordt afgebeeld met extreem lange tanden en een neus die op die van een varken lijkt. Zijn snor lijkt doornig en zijn haren hebben iets stekelachtigs. De Chinezen daarentegen worden uitsluitend afgebeeld als vriendelijk. Ze hebben zonder uitzondering zachte gelaatstrekken en zijn louter het slachtoffer van Japanse en westerse imperialisten.

### Verwijzingen naar de werkelijkheid
De Blauwe Lotus is in veel opzichten inhoudelijk realistischer dan de meeste andere verhalen uit de Kuifje-reeks, afgezien van enkele bovennatuurlijke elementen. Het verhaal wordt door sommigen als het beste van de hele serie gezien. In het verhaal komt niet of nauwelijks geofictie voor, zoals wel het geval is in veel van de latere Kuifjeverhalen; alle in De Blauwe Lotus voorkomende plaatsen bestaan echt en zijn voor het overgrote deel ook realistisch uitgebeeld.
Tijdens zijn verblijf in Shanghai logeert Kuifje in het Palace Hotel, een bestaand hotel aan de Bund. In het kleurenalbum is de naam van de gevel gehaald. Inmiddels heeft het hotel in kwestie een andere naam.
De grote tekening op pagina zes van het album is een vrij getrouwe weergave van een foto van een Chinese straat. Zelfs de meeste teksten op de vaandels en reclameborden zijn dezelfde als op de foto. De toegangspoort op de achtergrond komt echter niet op de foto voor, net als de mensen. De poort op pagina zes is gebaseerd op een foto van een stadspoort van Peking.
De Belgische veldloper Victor Honorez wordt in het bioscoopjournaal dat Kuifje ziet getoond na het winnen van een wedstrijd. In De Blauwe Lotus heet hij Honorat. Honorez was Belgisch kampioen veldlopen in 1934 en 1935.
Paul Hymans, de eerste president van de Volkenbond en ten tijde van de publicatie van het verhaal in Le Vingtième Siècle minister van Buitenlandse Zaken van België, werd door Hergé geportretteerd. Hij komt voor in zowel de zwart-witversie als in de ingekleurde. Hij is de figuur met wit haar en witte snor die met anderen luistert naar een redevoering van een Japanse diplomaat die tijdens een vergadering van de Volkenbond aankondigt dat het Japanse leger optrekt naar China.

## Chinese kalligrafie
De in Chinese schrift afgedrukte teksten werden in de eerste uitgave ingetekend door Tchang Chong-Jen. Op het groene affiche van pagina vijf staat "Duizend hectaren grond bezitten, weegt niet op tegen één goed vak geleerd te hebben". Op pagina zeven staat in het eerste plaatje: "Weg met het imperialisme". Rechtsboven pagina negen staat op de elektriciteitspaal "Boycot de Japanse goederen". Het gele bord met rode rand op pagina 35 heeft de woorden "Dokter in de geneeskunde. Kabinet van prof. Fan Se-yeng". Op het houten blok dat Kuifje op pagina 37 om zijn nek met zich meesleept, staat "Ter dood veroordeeld omdat hij zich verzette tegen het Japanse leger".

## Wetenswaardigheden
- De Blauwe Lotus werd in 1999 verkozen in Le Mondes verkiezing van de 100 beste boeken van de eeuw, tussen tal van literaire werken. Het behaalde de achttiende plaats.
- Aan het begin van het verhaal luistert Kuifje naar kortegolfberichten.
- Een tekening uit 1936 van Hergé die bedoeld was voor de omslag van dit album werd op 14 januari 2021 geveild bij het veilinghuis Artcurial in Parijs voor het recordbedrag van 3.175.400 euro. De tekening werd destijds door uitgeverij Casterman geweigerd omdat de voor dit coverontwerp te gebruiken vierkleurentechniek als te duur werd beschouwd. Op de tekening is net als op het uiteindelijke ontwerp Kuifje en zijn hondje Bobbie te zien in een Chinese vaas naast de afbeelding van een grote rode draak.[19]